# Deutsche Nordische Skimeisterschaften 1964

Logo des Deutschen Skiverbands

Die 47. Deutschen Nordischen Skimeisterschaften fanden vom 19. bis zum 23. Februar 1964 im baden-württembergischen Baiersbronn statt. Die Sprungläufe wurden auf der Ruhesteinschanze abgehalten.
Darüber hinaus fanden am 21. und 22. März 1964 die Langlaufmeisterschaften im Skimarathon über 50 km sowie in der Vereinsstaffel im bayerischen Reit im Winkl statt.

## Skilanglauf

### Frauen

#### 5 km
| Platz | Sportler                | Verein               | Zeit (h) |
| ----- | ----------------------- | -------------------- | -------- |
| 01    | Rita Czech-Blasl        | SC Freiburg          | 0:18:27  |
| 02    | Margit Scherer          | WSV Isny             | 0:18:42  |
| 03    | Monika Friedrichs       | SC Bergisch-Gladbach | 0:19:16  |
| 04    | Stefanie Köhrer-Wamsler | SC Degenfeld         | 0:20:00  |
| 05    | Barbara Barthel         | SC Wunsiedel         | 0:20:29  |
| 06    | Anita Grommes           | SK Neuastenberg      | 0:20:38  |
| 07    | Monika Benfer           | SK Neuastenberg      | 0:20:50  |
| 08    | Christa Lindemann       | SC Altenau           | 0:20:59  |
| 09    | Elisabeth Duffner       | SC Schonach          | 0:22:08  |
| 10    | Monika Schnieber        | VfL Wolfsburg        | 0:22:14  |

Datum: Donnerstag, 20. Februar 1964

Teilnehmerinnen: 16

#### 3 × 5-km-Verbandsstaffel
| Platz | Verband             | Sportlerinnen                                 | Zeit (h) |
| ----- | ------------------- | --------------------------------------------- | -------- |
| 01    | Nordrhein-Westfalen | Monika Benfer Anita Grommes Monika Friedrichs | 1:06:57  |
| 02    | Bayern              |                                               | 1:08:00  |
| 03    | Schwaben            | u. a. Margit Scherer                          | 1:09:14  |
| 04    | Schwarzwald         | u. a. Rita Czech-Blasl                        | 1:09:52  |
| 05    | Harz                |                                               | 1:13:15  |

Datum: Samstag, 22. Februar 1964

Teilnehmende Staffeln: 5

### Männer

#### 15 km
| Platz | Sportler            | Verein            | Zeit (h) |
| ----- | ------------------- | ----------------- | -------- |
| 01    | Walter Demel        | SC Zwiesel        | 0:49:35  |
| 02    | Karl Buhl           | SC Sonthofen      | 0:51:15  |
| 03    | Horst Möhwald       | SC Spitzingsee    | 0:51:34  |
| 04    | Siegfried Weiß      | SZ Brend          | 0:52:00  |
| 05    | Alfons Dorner       | WSV Reit im Winkl | 0:52:15  |
| 06    | Siegfried Hug       | SC Hinterzarten   | 0:52:35  |
| 07    | Helmut Gerlach      | WSV Braunlage     | 0:52:41  |
|       | Herbert Steinbeißer | SC Ruhpolding     | 0:52:41  |
| 09    | Georg Thoma         | SC Hinterzarten   | 0:52:45  |
| 10    | Edi Lengg           | WSV Reit im Winkl | 0:53:07  |
|       | Karl Kamphenkel     | WSV Braunlage     | 0:53:07  |

Datum: Freitag, 21. Februar 1964

Teilnehmer: 144

Zuschauer: 4000

#### 30 km
| Platz | Sportler            | Verein            | Zeit (h) |
| ----- | ------------------- | ----------------- | -------- |
| 01    | Walter Demel        | SC Zwiesel        | 1:53:48  |
| 02    | Alfons Dorner       | WSV Reit im Winkl | 1:57:07  |
| 03    | Siegfried Hug       | SC Hinterzarten   | 1:58:14  |
| 04    | Helmut Gerlach      | WSV Braunlage     | 1:58:34  |
| 05    | Johann Willmann     | ESP Titisee       | 1:59:12  |
| 06    | Fritz Klumpp        | SV Baiersbronn    | 1:59:55  |
| 07    | Horst Möhwald       | SC Spitzingsee    | 2:00:42  |
| 08    | Herbert Steinbeißer | SC Ruhpolding     | 2:00:56  |
| 09    | Karl Lindner        | SC Willingen      | 2:01:02  |
| 10    | Sepp Maier          | SC St. Peter      | 2:01:38  |

Datum: Mittwoch, 19. Februar 1964

Teilnehmer: 71

In der Wertung: 60

Zuschauer: 1000

#### 50 km
| Platz | Sportler            | Verein            | Zeit (h) |
| ----- | ------------------- | ----------------- | -------- |
| 01    | Walter Demel        | SC Zwiesel        | 3:07:40  |
| 02    | Alfons Dorner       | WSV Reit im Winkl | 3:14:45  |
| 03    | Edi Lengg           | WSV Reit im Winkl | 3:15:15  |
| 04    | Gerson Fleig        | SC Schonach       | 3:18:50  |
| 05    | Herbert Steinbeißer | SC Ruhpolding     | 3:19:45  |
| 06    | Franz Hauser        | WSV Reit im Winkl | 3:20:11  |
| 07    | Peter Weiß          | SZ Brend          | 3:21:28  |
| 08    | Horst Möhwald       | SC Spitzingsee    | 3:23:20  |
| 09    | Helmut Eschle       | SC Schönwald      | 3:23:29  |
| 10    | Walter Vogel        | WSV Reit im Winkl | 3:24:24  |

Datum: Sonntag, 22. März 1964

Teilnehmer: 88

In der Wertung: 58

#### 4 × 10-km-Verbandsstaffel
| Platz | Verband        | Sportler                                                 | Zeit (h) |
| ----- | -------------- | -------------------------------------------------------- | -------- |
| 01    | Bayern I       | Alfons Dorner Horst Möhwald Karl Buhl Walter Demel       | 2:21:58  |
| 02    | Schwarzwald I  | Johann Willmann Georg Thoma Siegfried Hug Siegfried Weiß | 2:25:32  |
| 03    | Bayern II      | Manfred Schulz Rudolf Kopp Herbert Steinbeißer Edi Lengg | 2:26:58  |
| 04    | Schwarzwald II |                                                          | 2:28:48  |
| 05    | Bayern III     |                                                          | 2:29:09  |

Datum: Samstag, 22. Februar 1964

Teilnehmende Staffeln: 21

#### 4 × 10-km-Vereinsstaffel
| Platz | Verband              | Sportler                                                    | Zeit (h) |
| ----- | -------------------- | ----------------------------------------------------------- | -------- |
| 01    | WSV Reit im Winkl I  | Edi Lengg Rudolf Kopp Xaver Kraus Alfons Dorner             | 2:23:44  |
| 02    | SC Zwiesel           | Karl Zellner Manfred Schulz Sepp Achatz Walter Demel        | 2:24:32  |
| 03    | SZ Brend             | Peter Weiß Karl-Heinz Scherzinger Siegfried Weiß Feistle    | 2:25:32  |
| 04    | WSV Braunlage        | Werner Beyer Wilhelm Schmidt Karl Kamphenkel Helmut Gerlach | 2:26:40  |
| 05    | WSV Reit im Winkl II | Walter Vogel Franz Hauser Anton Reiter Josef Niedermeier    | 2:27:29  |

Datum: Samstag, 21. März 1964

## Nordische Kombination

### Einzel (K 73/15 km)
| Platz | Sportler           | Ort           | Sprungnote | Laufpunkte | Gesamt |
| ----- | ------------------ | ------------- | ---------- | ---------- | ------ |
| 01    | Georg Thoma        | Hinterzarten  | 261,60     | 236,67     | 498,27 |
| 02    | Horst Möhwald      | Spitzingsee   | 203,70     | 251,46     | 455,16 |
| 03    | Edi Lengg          | Reit im Winkl | 201,50     | 232,08     | 433,58 |
| 04    | Axel Zerlaut       | Isny          | 207,30     | 211,96     | 419,26 |
| 05    | Roman Weidel       | Oberaudorf    | 201,10     | 217,15     | 418,25 |
| 06    | Arthur Bodenmüller | Partenkirchen | 200,50     | 206,28     | 406,78 |
| 07    | Peter Loos         | Nürnberg      |            |            | 383,16 |
| 08    | Udo Pfeffer        | Girkhausen    |            |            | 373,61 |
| 09    | Walter Vogel       | Reit im Winkl |            |            | 373,61 |
| 10    | Hans Namberger     | Traunstein    |            |            | 361,83 |
| 11    | Josef Wippert      | Wiggensbach   | 200,30     | 159,70     | 360,00 |
| 12    | Alfred Bernhard    | Weiler        |            |            | 356,19 |
| 13    | Franz Hauser       | Reit im Winkl |            |            | 355,50 |
| 14    | Konrad Namberger   | Traunstein    |            |            | 351,85 |
| 15    | Heini Ihle         | Oberstdorf    | 241,00     | 110,78     | 351,78 |

Datum: Donnerstag, 20. und Freitag, 21. Februar 1964

Zuschauer (1. Tag): 5000

Zuschauer (2. Tag): 4000

## Skispringen

### Normalschanze (K 73)
| Platz | Sportler          | Verein           | Weite 1 | Weite 2 | Punkte |
| ----- | ----------------- | ---------------- | ------- | ------- | ------ |
| 01    | Max Bolkart       | SC Oberstdorf    | 74,5 m  | 74,5 m  | 229,7  |
| 02    | Heini Ihle        | SC Oberstdorf    | 73,0 m  | 74,0 m  | 219,8  |
| 03    | Wolfgang Happle   | SC Neustadt      | 72,0 m  | 72,5 m  | 217,5  |
| 04    | Helmut Kurz       | SK Berchtesgaden | 69,5 m  | 72,5 m  | 215,4  |
| 05    | Günther Göllner   | FC Bayreuth      | 72,0 m  | 72,0 m  | 214,3  |
| 06    | Georg Thoma       | SC Hinterzarten  | 70,5 m  | 72,0 m  | 213,4  |
| 07    | Henrik Ohlmeyer   | SC Bischofsgrün  | 69,0 m  | 71,0 m  | 210,5  |
| 08    | Wolfgang Schüller | SC Mannheim      | 69,5 m  | 70,5 m  | 205,4  |
| 09    | Axel Zerlaut      | WSV Isny         | 65,5 m  | 72,0 m  | 203,6  |
| 10    | Alois Haberstock  | SC Hindelang     | 69,0 m  | 66,0 m  | 197,9  |

Datum: Sonntag, 23. Februar 1964

Teilnehmer: 50

Zuschauer: 20.000

## Zeitungsartikel
- Czech, Demel und Thoma wieder Favoriten, Passauer Neue Presse, Ausgabe Nr. 40 vom 18. Februar 1964
- Georg Thoma peilt Titel Nr. 10 und Nr. 11 an, PNP, Ausgabe Nr. 41 vom 19. Februar 1964
- 7. deutsche Meisterschaft für Walter Demel, PNP, Ausgabe Nr. 42 vom 20. Februar 1964
- Rita Czech zum 9. Male – Thoma Favorit, PNP, Ausgabe Nr. 43 vom 21. Februar 1964
- Georg Thoma und Walter Demel deutsche Meister, PNP, Ausgabe Nr. 44 vom 22. Februar 1964
- Überlegener Skistaffelsieg der Bayern, PNP, Ausgabe Nr. 45 vom 24. Februar 1964
- In der 50-km-Langlaufspur um den „Goldenen Ski“, PNP, Ausgabe Nr. 65 vom 18. März 1964
- „Goldener Ski“ für Walter Demel über 50 km, PNP, Ausgabe Nr. 69 vom 23. März 1964